# Orkanen Low Q 1968
Orkanen Low Q 1968 var en kraftig orkan, der i midten af januar 1968 raserede en stor del af Skotland og bagefter fortsatte til Danmark, hvor den slog ni personer ihjel. Det er den værste naturkatastrofe, der har ramt Skotland siden man begyndte at lave optegnelser. 700 personer mistede deres hjem i Storbritannien alene. Der blev målt vindstød på 216 km/t (svarende til 60 m/s). Det blev ikke overgået i UK indtil 1986, hvor der blev målt vindstød på 278 km/t.

## Meteorologisk historie
Oprindelsen af orkanen opstod som en koldfront tæt på Bermuda den 12. januar 1968. Næste dag bevægede det sig nord for Azorerne, men var stadig ikke andet end et lille område med lavtryk. I løbet af de næste 24 timer styrtdykkede trykket i Low Q  med over 50 millibar til 956 mb og ramte ind i Skotland og Nordirland. Stormen fortsatte hærgende over Nordeuropa indtil den forsvandt den 18. januar.

## Skader

### Storbritannien
Den 15. januar faldt der 24,9 mm regn på de Britiske Øer. Alene i Glasgow blev 300 huse totalsmadret og 70.000 huse blev skadet. Mange folk blev evakueret fra lejligheder, der dengang var Europas højeste, da de begyndte at svaje. Officielle kilder sagde, at syv skibe sank eller blev kraftigt skadet. Ved Skotlands østlige kyst rev en olieboreplatform ved navn Sea Quest sig løs og drev rundt. Stormen fældede 8.000 hektar skov rundt omkring i Skotland (1.600.000 kubikmeter træ). Desuden blev strømmen afbrudt i Glasgow, hvilket efterlod byen i totalt mørke.
I England og Wales blev der føjet mere krudt til ødelæggelserne, da fem dage med frost brat ophørte, og vandstanden på floderne steg op til 91 cm.

#### Vindhastigheder
| Målestation         | Vindstød |
| ------------------- | -------- |
| Great Dun Fell      | 216 km/t |
| Tiree               | 190 km/t |
| Bell Rock           | 179 km/t |
| Cairn Gorm          | 172 km/t |
| Leuchars            | 171 km/t |
| Turnhouse           | 167 km/t |
| Prestwick           | 167 km/t |
| Abbotsinch Lufthavn | 166 km/t |
| Kilde: Met Office   |          |

### Resten af Europa
Efter at have raseret Skotand fortsatte orkanen ind over Danmark, hvor den ifølge officielle danske kilder slog otte mennesker ihjel.